# Кбаадэ
Кбаадэ (абх. Гәбаадәы, адыг. Къуэбыдэ) — старинное название населенного пункта, располагавшегося на месте современного посёлка Красная Поляна в Адлерском районе города-курорта Сочи.

## Этимология
До завершения Кавказской войны и начала масштабной депортации местных адыго-абхазских народов в Османскую империю, Красная Поляна носила название — Кбаадэ. «Гәбаадәы» в абхазской транскрипции и «Къуэбыдэ» в адыгской. В центре села до сих пор сохранились развалины древней крепости, они обозначены и на  различных картах Черноморского побережья. 
После депортации горцев, Кбаадэ был переименован в Романовск, в честь царского дома Романовых. В 1876 году, в оставленном горцами селении поселились греки, которые по легенде назвали его Красной Поляной ввиду того, что заброшенное место заросло разными травами и папоротником, принимавшими осенью ярко-красную окраску. 
Историческое название местности — Кбаадэ, по одной из версий этимологизируется от абхазского — Гәбаадәы, где гә — «центр», баа — «крепость» и дәы — «поляна», иначе говоря Гәбаадәы — «поляна  центральной  крепости». По другой версии, топоним восходит к адыгскому къуэбыдэ — «укреплённое ущелье», где къуэ — «ущелье» и быдэ — «крепость, укрепление». 

## История

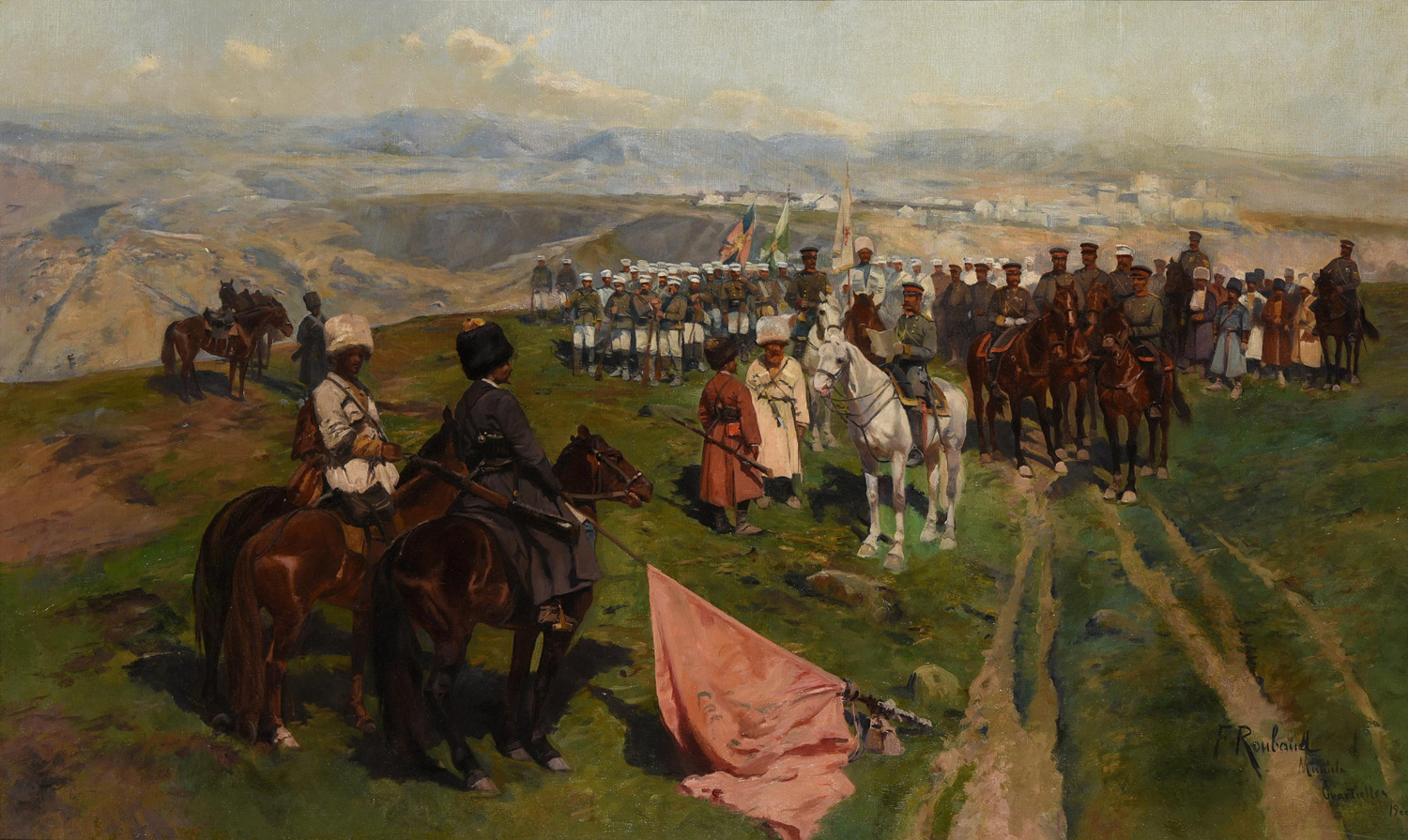
Франц Рубо. Чтение манифеста об окончании Кавказской войны Великим князем Михаилом Николаевичем

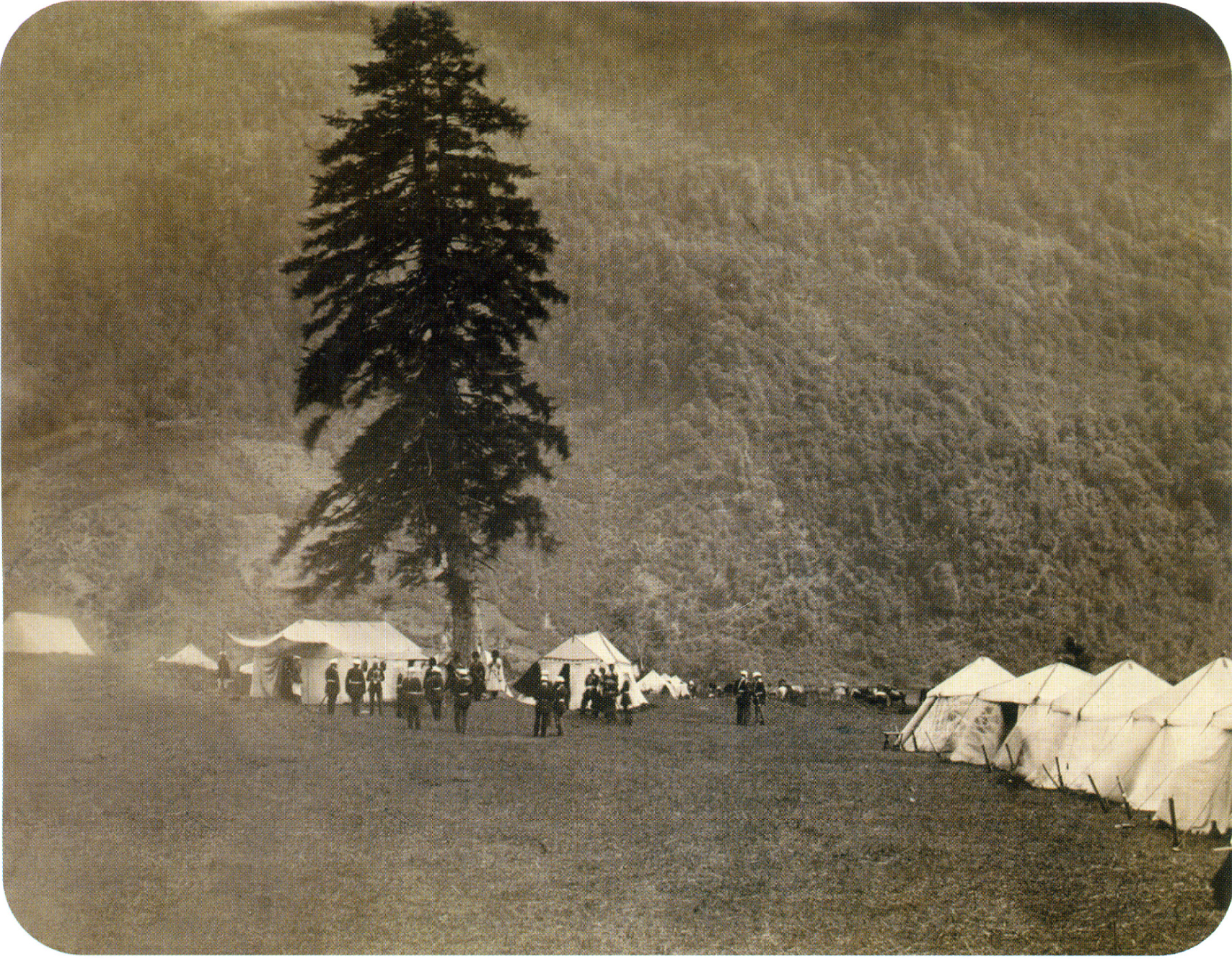
Военный лагерь русских войск в Кбаадэ 21 мая 1864 года

На территории современного посёлка Красной Поляны раньше проживало горное общество — абаза(садзы), ахчипсы. 
После окончательного поражения горцев в Кавказской войне, 21 мая 1864 года (по старому стилю), в этом месте состоялся торжественный парад русских войск, который принимал великий князь Михаил Николаевич. Парад символизировал окончание Кавказской войны. В честь этого события великий князь Михаил Николаевич, по просьбе командиров всех собравшихся военных отрядов в Кбаадэ переименовал его в Романовск. 
Позднее, 19 июня 1898 года название Романовск было восстановлено и высочайше утверждено. Однако, название так и  не прижилось, а топоним Красная Поляна сохранился. По одной из версий, Красная Поляна пошло от местного папоротника орляка, который осенью становится багрово-красным. В этот период вся долина становилась красного цвета. По другой версии, название восходит от пролившейся здесь крови во время битвы.  